# Scrobiculus grenadensis
Scrobiculus grenadensis är en stekelart som först beskrevs av William Harris Ashmead 1900.  Scrobiculus grenadensis ingår i släktet Scrobiculus och familjen brokparasitsteklar. Inga underarter finns listade i Catalogue of Life.